# Storholmen (Stord)
Ne doit pas être confondu avec Storholmen.
Storholmen est une île norvégienne du comté de Hordaland appartenant administrativement à Stord.

## Description
Rocheuse et couverte d'une légère végétation, à fleur d'eau, elle s'étend sur environ 79 m de longueur pour une largeur approximative de 30 m. 